# Lechria rufithorax
Lechria rufithorax là một loài ruồi trong họ Limoniidae. Chúng phân bố ở miền Australasia.